# Thalassoalaimus macrosmaticus
Thalassoalaimus macrosmaticus är en rundmaskart som beskrevs av Christian Wieser 1953. Thalassoalaimus macrosmaticus ingår i släktet Thalassoalaimus och familjen Oxystominidae. Inga underarter finns listade i Catalogue of Life.